# Квантовий простір-час
У математичній фізиці поняття квантового простору-часу є узагальненням звичайної концепції простору-часу, в якій припускається, що деякі змінні, які зазвичай комутують, не комутують і утворюють іншу алгебру Лі. Вибір цієї алгебри залежить від теорії. У результаті цього вибору деякі змінні, які зазвичай є безперервними, можуть стати дискретними. Зазвичай тільки такі дискретні змінні називають «квантованими»; використання може бути різним.
Ідея квантового простору-часу була запропонована на початку розробки квантової теорії Гейзенбергом та Іваненком як спосіб усунення нескінченності з квантової теорії поля. Рудольф Паєрлз продовжив розвиток ідеї Гейзенберга, зауваживши, що електрони в магнітному полі можна розглядати як такі, що рухаються в квантовому просторі-часі; Роберт Оппенгеймер поділився ідеєю з Гартлендом Снайдером, який опублікував перший конкретний приклад. Алгебра Лі Снайдера була спрощена К. Н. Янгом у тому ж році.

## Огляд
Фізичний простір-час — це квантовий простір-час, де змінні позиції та імпульсу {\displaystyle x,p} квантовій механіці вже некомутаційні, підкоряються принципу невизначеності Гейзенберга та є неперервними. Завдяки співвідношенню невизначеності Гейзенберга для зондування менших відстаней потрібна більша енергія. Зрештою, згідно з теорією гравітації, зондувальні частинки, що утворюються чорними дірами, руйнують те, що потрібно виміряти. Процес не можна повторити, тому його не можна вважати вимірюванням. Ця обмежена можливість вимірювання змусила багатьох очікувати, що наша звичайна картина безперервного комутативного простору-часу припиняє існування на відстанях у масштабі Планка, якщо не раніше.
Знову ж таки, очікується, що фізичний простір-час буде квантовим, оскільки фізичні координати вже трохи некомутативні. Астрономічні координати зірки змінюються гравітаційними полями між нами та зіркою, як у випадку відхилення світла сонцем, одного з класичних тестів загальної теорії відносності . Тому координати фактично залежать від змінних гравітаційного поля. Відповідно до  теорій квантової гравітації, ці змінні поля не комутують; тому координати, які залежать від них, швидше за все, не комутуються.
Обидва аргументи ґрунтуються винятково на теорії гравітації та квантовій теорії, і вони обмежують вимірювання часу єдиною постійною часу в квантовій гравітації, часом Планка . Наші інструменти, однак, не суто гравітаційні, а зроблені з частинок. Вони можуть встановлювати суворіші, більші межі, ніж час Планка.

## Критерії
Квантовий простір-час часто описують математично за допомогою некомутативної геометрії Конна, квантової геометрії або квантових груп.
Будь-яка некомутативна алгебра з принаймні чотирма генераторами може бути інтерпретована як квантовий простір-час, але були запропоновані наступні бажані критерії:
- Локальні симетрії групи Лоренца та групи Пуанкаре повинні бути збережені, можливо, в узагальненій формі. Їх узагальнення часто приймає форму квантової групи[en], що діє на основі квантової алгебру простору-часу.
- Алгебра може ймовірно виникнути в ефективному описі ефектів квантової гравітації в якомусь режимі цієї теорії. Наприклад, фізичний параметр {\displaystyle \lambda }, можливо, довжина Планка, може контролювати відхилення від комутативного класичного простору-часу, так що звичайний простір-час Лоренца виникає як {\displaystyle \lambda \to 0} .
- Існує поняття квантового диференціального числення[en] на квантовій алгебрі простору-часу, сумісного з (квантовою) симетрією та переважно зведеного до звичайного диференціального числення як {\displaystyle \lambda \to 0} .

Це дозволило б створювати хвильові рівняння для частинок і полів і сприяти прогнозуванню експериментальних відхилень від класичної фізики простору-часу, які потім можна перевірити експериментально.
- Алгебра Лі має бути напівпростою[en][2]. Це полегшує формулювання кінцевої теорії.

## Моделі
У 1990-х роках було знайдено кілька моделей, які більш-менш відповідають більшості вищевказаних критеріїв.

### Модель двохрестового добутку простору-часу
Модель двохрестового добутку простору-часу була введена Шаном Маджидом і Анрі Рюггом і має співвідношення алгебри Лі
{\displaystyle [x_{i},x_{j}]=0,\quad [x_{i},t]=i\lambda x_{i}}
для просторових змінних {\displaystyle x_{i}} і змінна часу {\displaystyle t}. Тут {\displaystyle \lambda } має вимірювання часу і тому очікується, що вона буде чимось схожим на час Планка. Група Пуанкаре тут відповідно деформована, тепер до певної квантової групи двохрестового добутку з такими характерними особливостями.
Генератори імпульсу {\displaystyle p_{i}} комутують між собою, але додавання імпульсів, відображене в структурі квантової групи, деформується (простір імпульсів стає неабелевою групою). Тим часом, генератори групи Лоренца користуються своїми звичайними відносинами між собою, але діють нелінійно на простір імпульсу. Орбіти для цієї дії зображені на малюнку у вигляді поперечного перерізу {\displaystyle p_{0}} проти одного з {\displaystyle p_{i}}. Область на оболонці, яка описує частинки у верхньому центрі зображення, як правило, була б гіперболоїдом, але тепер вони «роздавлені» в циліндрі
{\displaystyle {\sqrt {p_{1}^{2}+p_{2}^{2}+p_{3}^{2}}}<\lambda ^{-1}\,}
в спрощених одиницях. Підсумок полягає в тому, що посилення імпульсу Лоренца ніколи не збільшить його вище імпульсу Планка. Існування найвищої шкали імпульсу або найменшої шкали відстані відповідає фізичній картині. Це стиснення походить від нелінійності імпульсу Лоренца і є ендемічною особливістю квантових груп двохрестового добутку, відомою з моменту їх появи в 1988 році. Деякі фізики називають модель подвійного добутку подвійною спеціальною теорією відносності, оскільки вона встановлює верхню межу як швидкості, так і імпульсу.
Іншим наслідком стиснення є те, що поширення частинок деформується, навіть частинок світла, що призводить до змінної швидкості світла . Це передбачення вимагає конкретних {\displaystyle p_{0},p_{i}} бути фізичною енергією та просторовим імпульсом (на відміну від деяких інших їхніх функцій). Аргументи для цієї ідентифікації були надані в 1999 році Джованні Амеліно-Камеліа та Маджидом шляхом дослідження плоских хвиль для квантового диференціального числення в моделі. Вони приймають форму
{\displaystyle e^{i\sum _{i}p_{i}x_{i}}e^{ip_{0}t}\,}
іншими словами, це форма, яка є достатньо близькою до класичної, щоб можна було правдоподібно повірити тлумаченню. На даний момент такий хвильовий аналіз є найкращою надією на отримання фізично перевірених прогнозів від моделі.
До цієї роботи було кілька непідтверджених тверджень про прогнози на основі моделі, заснованої виключно на формі квантової групи Пуанкаре. Були також твердження на основі попередніх квантових груп {\displaystyle \kappa } - Пуанкаре, запропонованих Юреком Лукерським та його співробітниками, які слід розглядати як важливі передумови двохрестового добутку, хоча й без фактичного квантового простору-часу та з різними запропонованими генераторами, для яких наведена вище картина не застосовується. Модель простір-часу двохрестового добутку також називається {\displaystyle \kappa } -деформований простір-час з {\displaystyle \kappa =\lambda ^{-1}}.

### q-Деформований простір-час
Ця модель була розроблена незалежно один від одного командою, яка працювала під керівництвом Юліуса Весса в 1990 році, а також Шана Маджида і його колегами в серії статей про плетені матриці, які почали публікуватися роком пізніше. Точка зору другого підходу полягає в тому, що звичайний простір-час Мінковського має гарний опис за допомогою матриць Паулі як простір ермітових матриць 2 x 2. У теорії квантових груп і з використанням методів плетених моноїдальних категорій є природна q-версія цього, визначена тут для реальних значень {\displaystyle q} як «сплетена ермітова матриця» породжуючих і відношень
{\displaystyle {\begin{pmatrix}\alpha &\beta \\\gamma &\delta \end{pmatrix}}={\begin{pmatrix}\alpha &\beta \\\gamma &\delta \end{pmatrix}}^{\dagger },\quad \beta \alpha =q^{2}\alpha \beta ,\ [\alpha ,\delta ]=0,\ [\beta ,\gamma ]=(1-q^{-2})\alpha (\delta -\alpha ),\ [\delta ,\beta ]=(1-q^{-2})\alpha \beta }
Ці співвідношення говорять про те, що генератори комутують як {\displaystyle q\to 1} тим самим відновлюючи звичайний простір Мінковського. Можна працювати з більш звичними змінними {\displaystyle x,y,z,t}, що являють собою лінійні комбінації. Зокрема, час
{\displaystyle t={\text{Trace}}_{q}{\begin{pmatrix}\alpha &\beta \\\gamma &\delta \end{pmatrix}}=q\delta +q^{-1}\alpha }
задається природним плетеним слідом матриці та комутується з іншими генераторами (тому ця модель має дуже відрізняється від моделі двохрестового добутку). Зображення плетеної матриці також природно веде до кількості
{\displaystyle {\det }_{q}{\begin{pmatrix}\alpha &\beta \\\gamma &\delta \end{pmatrix}}=\alpha \delta -q^{2}\gamma \beta }
який при {\displaystyle q\to 1} повертає нам звичайну відстань Мінковського (це означає метрику в квантовій диференціальній геометрії). Параметр {\displaystyle q=e^{\lambda }} або {\displaystyle q=e^{i\lambda }} є безрозмірним і {\displaystyle \lambda } вважається співвідношенням масштабу Планка та космологічної довжини. Тобто є вказівки на те, що ця модель стосується квантової гравітації з ненульовою космологічною сталою, вибір {\displaystyle q} залежить від того, додатності чи від'ємності. Тут ми описали математично краще зрозумілий, але, можливо, менш фізично виправданий додатній випадок.
Повне розуміння цієї моделі вимагає (і це було зроблено одночасно з розробкою) повної теорії «плетеної лінійної алгебри» для таких просторів. Імпульсний простір для теорії є іншою копією тієї самої алгебри, і в ній є певне «плетене доповнення» імпульсу, виражене як структура плетеної алгебри Гопфа або квантової групи в певній плетеній моноїдальній категорії). Ця теорія до 1993 року забезпечила відповідна {\displaystyle q} -деформована група Пуанкаре, породжена такими трансляціями і {\displaystyle q} -перетворення Лоренца, завершуючи інтерпретацію як квантового простору-часу.
У процесі було виявлено, що групу Пуанкаре потрібно не тільки деформувати, але й розширити, щоб включити розширення квантового простору-часу. Щоб така теорія була точною, нам потрібно, щоб усі частинки в теорії були безмасовими, що узгоджується з експериментом, оскільки маси елементарних частинок справді вкрай малі порівняно з масою Планка. Якщо сучасне мислення в космології вірне, то ця модель є більш прийнятною, але вона значно складніша, і з цієї причини її фізичні передбачення ще не розроблені.

### Нечітка або спінова модель простору-часу
У сучасному вживанні це означає алгебру кутового моменту
{\displaystyle [x_{1},x_{2}]=2i\lambda x_{3},\ [x_{2},x_{3}]=2i\lambda x_{1},\ [x_{3},x_{1}]=2i\lambda x_{2}}
відому з квантової механіки, але інтерпретовану в цьому контексті як координати квантового простору або простору-часу. Ці співвідношення були запропоновані Роджером Пенроузом у його ранній теорії спінової мережі простору. Це іграшкова модель квантової гравітації в 3 просторово-часових вимірах (а не фізичних 4) з евклідовою (а не фізичною Мінковською) сігнатурою. Це знову було запропоновано в цьому контексті Герардусом Хофтом. Подальший розвиток, включаючи квантове диференціальне числення та дію певної квантової групи «квантового двійника» як деформованої евклідової групи рухів, було дано Маджідом та Е. Батістою.
Вражаючою особливістю некомутативної геометрії є те, що найменше коваріантне квантове диференціальне числення має на один вимір більше, ніж очікувано, а саме 4, що свідчить про те, що вищезазначене також можна розглядати як просторову частину 4-вимірного квантового простору-часу. Модель не слід плутати з нечіткими сферами, які є скінченновимірними матричними алгебрами, які можна розглядати як сфери в спіновій моделі простору-часу фіксованого радіуса.

### Модель простору-часу Гейзенберга
Квантовий простір-час Хартленда Снайдера пропонує що
{\displaystyle [x_{\mu },x_{\nu }]=iM_{\mu \nu }}
де {\displaystyle M_{\mu \nu }} породжує групу Лоренца. Цей квантовий простір-час Чженьнін Янга спричиняє радикальне об’єднання простору-часу, енергії-імпульсу та кутового моменту.
Ця ідея була відроджена в сучасному контексті Серхіо Доплічером, Клаусом Фреденхагеном і Джоном Робертсом у 1995 році, шляхом розгляду {\displaystyle M_{\mu \nu }} як певну функцію {\displaystyle x_{\mu }} як визначено наведеним вище відношенням, і будь-які відносини, пов’язані з цим виразом, розглядаються як відносини вищого порядку між {\displaystyle x_{\mu }}. Симетрія Лоренца влаштована так, щоб перетворювати індекси як звичайні і без деформації.
В ще більш простому варіанті цієї моделі - {\displaystyle M} дозволяється набувати значення числового антисиметричного тензору, і в цьому контексті його зазвичай позначають {\displaystyle \theta }, тому зв’язок можна записати як {\displaystyle [x_{\mu },x_{\nu }]=i\theta _{\mu \nu }} . У парних розмірностях {\displaystyle D}, будь-яка така невироджена тета може бути перетворена в нормальну форму, в якій насправді є просто алгебра Гейзенберга, але різниця в тому, що змінні пропонуються як змінні простору-часу. Ця пропозиція деякий час була досить популярною через свою звичну форму співвідношень і тому, що стверджувалося, що вона випливає з теорії відкритих струн, що знаходяться на D-бранах, див. некомутативна квантова теорія поля та площина Мояла. Однак ця D-брана знаходиться в деяких з вищих вимірів простору-часу в теорії, і, отже, теорія струн описує не наш фізичний простір-час фактично квантовим. Ви також повинні обрати D-брани як на підхід до квантової гравітації. Навіть коли його розглядають як квантовий простір-час, важко отримати фізичні передбачення, і одна з причин цього полягає в тому, що якщо {\displaystyle \theta } є тензором, то згідно розмірного аналізу він повинен мати розмірність довжини{\displaystyle {}^{2}}, і якщо ця довжина вважається довжиною Планка, тоді ефекти буде навіть важче виявити, ніж для інших моделей.

## Некомутативні розширення простору-часу
Хоча і не будучи квантовим простіром-часом у вищенаведеному значенні, інше використання некомутативної геометрії полягає в застосуванні «некомутативних додаткових вимірів» у кожній точці звичайного простору-часу. Замість невидимих згорнутих додаткових вимірів, як у теорії струн, Ален Конн і його колеги стверджували, що координатна алгебра цієї додаткової частини повинна бути замінена скінченновимірною некомутативною алгеброю. За певного розумного вибору цієї алгебри, за допомогою її представлення та розширеного оператора Дірака можна вивести Стандартну модель елементарних частинок. З цієї точки зору різні типи частинок матерії є проявами геометрії в цих додаткових некомутативних напрямках. Перші роботи Коннеса в цьому напрямку датуються 1989 роком, але відтоді вони були значно вдосконалені. Такий підхід теоретично можна поєднати з квантовим простором-часом, як зазначено вище.

## Подальше читання
- Majid, S. (1995), Foundations of Quantum Group Theory, Cambridge University Press
- D. Oriti, ред. (2009), Approaches to Quantum Gravity, Cambridge University Press
- Connes, Alain; Marcolli, M. (2007), Noncommutative Geometry, Quantum Fields and Motives, Colloquium Publications
- Majid, S.; Schroers, B.J. (2009), {\displaystyle q}-Deformation and semidualization in 3D quantum gravity, Journal of Physics A: Mathematical and Theoretical, 42 (42): 425402 (40pp), Bibcode:2009JPhA...42P5402M, doi:10.1088/1751-8113/42/42/425402
- R. P. Grimaldi, Discrete and Combinatorial Mathematics: An Applied Introduction, 4th Ed. Addison-Wesley 1999.
- J. Matousek, J. Nesetril, Invitation to Discrete Mathematics. Oxford University Press 1998.
- Taylor E. F., John A. Wheeler, Spacetime Physics, publisher W. H. Freeman, 1963.
- Khoshbin-e-Khoshnazar, M.R. (2013). Binding Energy of the Very Early Universe: Abandoning Einstein for a Discretized Three–Torus Poset.A Proposal on the Origin of Dark Energy. Gravitation and Cosmology. 19 (2): 106—113. Bibcode:2013GrCo...19..106K. doi:10.1134/s0202289313020059.